# 2112 Ulyanov

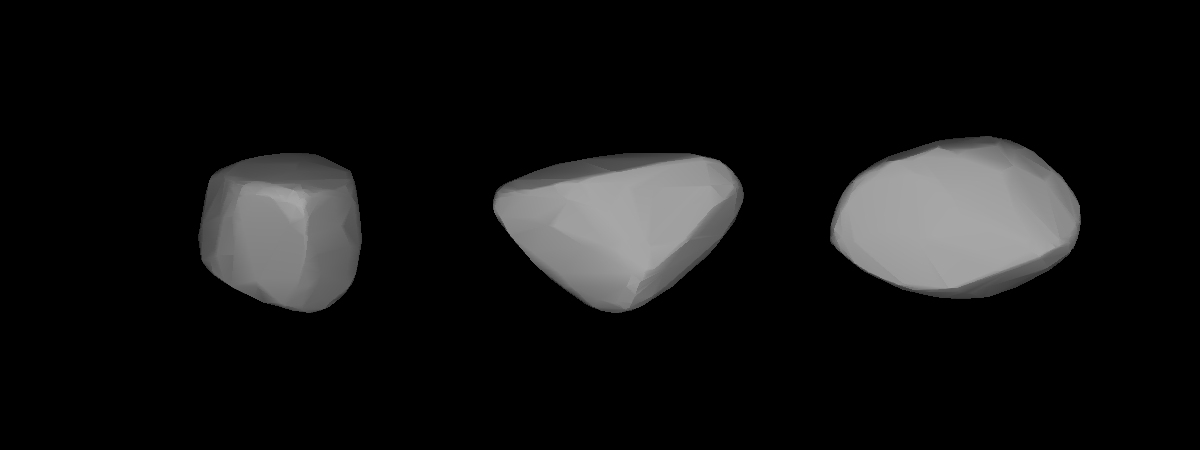
2112 Ulyanov

2112 Ulyanov eller 1972 NP är en asteroid i huvudbältet som upptäcktes den 13 juli 1972 av den ryska astronomen Tamara Smirnova vid Krims astrofysiska observatorium på Krim. Den har fått sitt namn efter Aleksandr Uljanov.
Asteroiden har en diameter på ungefär 7 kilometer och den tillhör asteroidgruppen Flora.